# Agostino Trivulzio

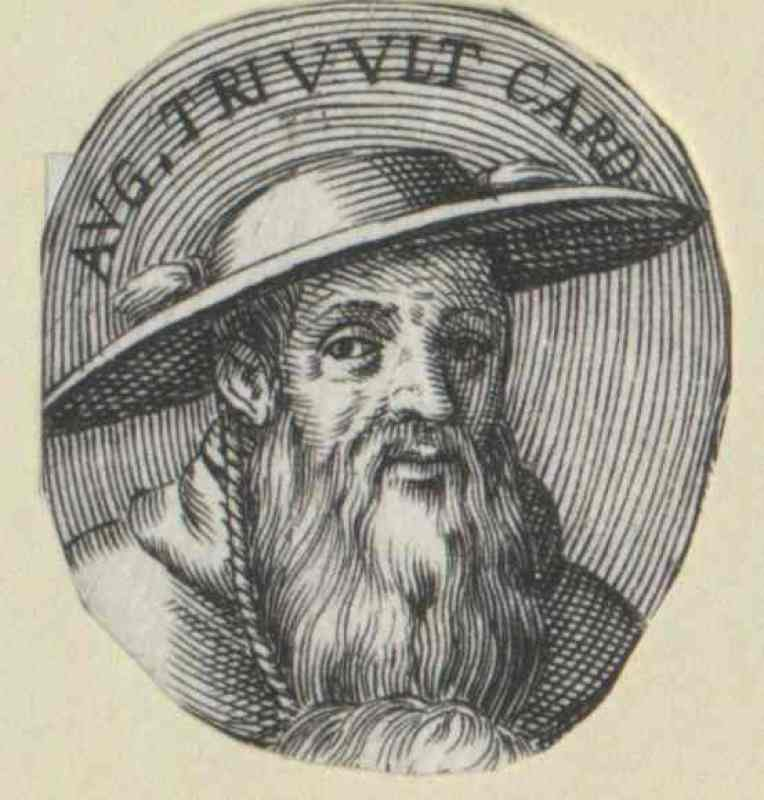
Agostino Kardinal Trivulzio

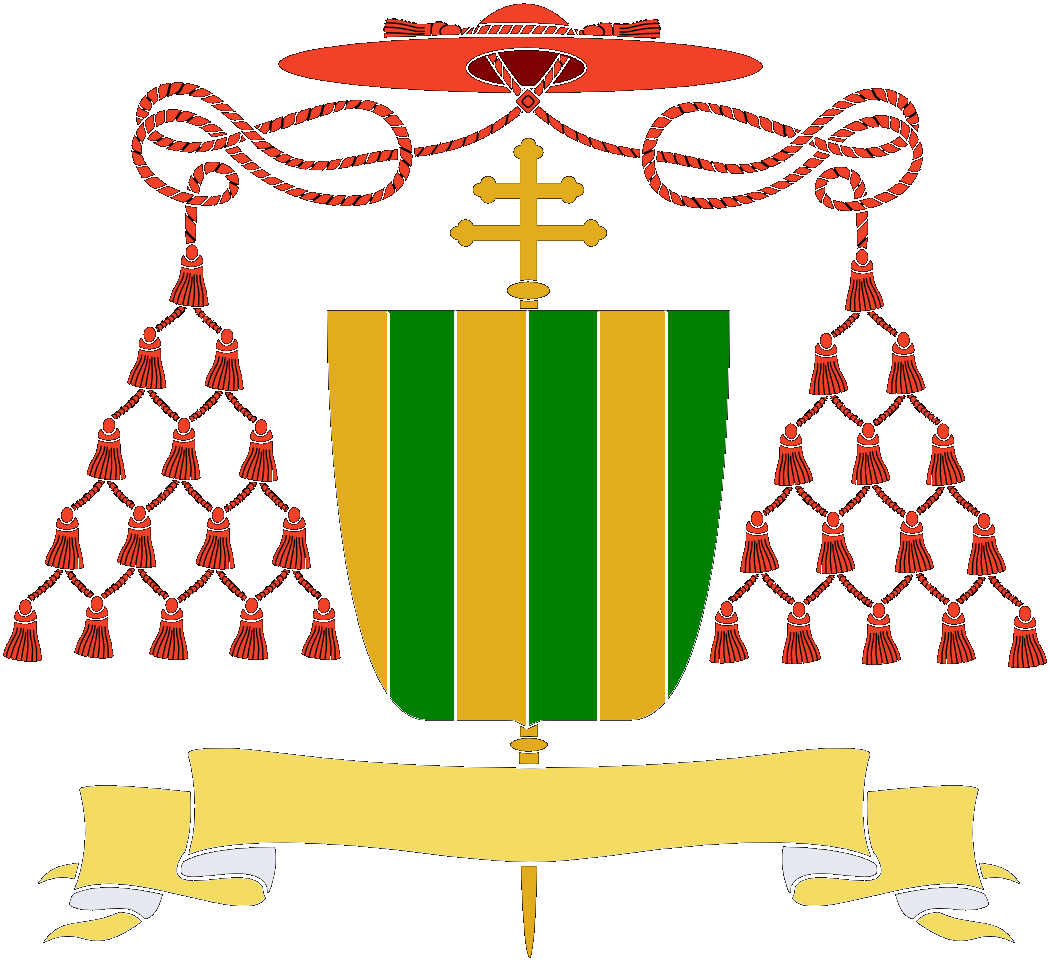
Trivulzios Kardinalswappen (Schema)

Agostino Trivulzio (* um 1485 in Mailand; † 30. März 1548 in Rom) war ein Kardinal der katholischen Kirche.

## Leben

### Herkunft und frühe Jahre
Geboren als jüngstes der acht Kinder von Giovanni Trivulzio und dessen Ehefrau Anna Martinengo, war er ein Neffe des Kardinals Antonio Trivulzio seniore. Seine Onkel Giangiacomo und Teodoro Trivulzio waren Marschälle von Frankreich. Weitere Kardinäle aus der Familie Trivulzio waren Scaramuccia Trivulzio, Antonio Trivulzio iuniore und Giangiacomo Teodoro Trivulzio.
In seiner Jugend hatte er eine uneheliche Tochter namens Sestilia.

### Kirchliche Laufbahn
Er wurde Kommendatarabt in Fromont und später Apostolischer Protonotar. Papst Julius II. ernannte ihn zum Päpstlichen Kammerherrn.
Papst Leo X. erhob ihn im Konsistorium vom 1. Juli 1517 zum Kardinaldiakon, den roten Hut und Sant’Adriano als Titeldiakonie empfing Agostino Trivulzio am 6. Juli desselben Jahres. Obwohl er nie zum Bischof geweiht wurde, war er Apostolischer Administrator von Reggio Calabria, Italien (1520), von Alessano, Italien (1521–1526), von Bobbio, Italien (1522–1524), von Toulon, Frankreich (1524–1535), von Le Puy-en-Velay, Frankreich (1525), von Avranches, Frankreich (1526), von Asti, Italien (1528–1529), von Bayeux, Frankreich (1531–1548), wiederum von Asti (1536–1548), von Brugnato, Italien (1539–1548) und schließlich von Périgueux, Frankreich (1541–1548). Seit 1520 war er zudem Erzpriester der Vatikanbasilika. Damit gehörte er zu den größten „Pfründensammlern“ seiner Zeit.

### Wirken
Er führte 1527 eine militärische Aktion der päpstlichen Armee gegen die Colonna an. Nach dem Sacco di Roma 1527 wurde Agostino Trivulzio wegen seiner engen Beziehungen zu Frankreich von kaiserlichen Truppen verhaftet, im Castel Nuovo in Neapel festgesetzt und 18 Monate lang gefangen gehalten. Am 24. November 1536 wurde er Legat in Frankreich. Bei der Krönung von Eleonore von Kastilien, der Schwester Kaiser Karls V. und zweiten Gemahlin von König Franz I. von Frankreich, war er anwesend. 1537 wechselte er kurzzeitig zu Titeldiakonie Sant’Eustachio, nahm jedoch nur etwa drei Wochen später wieder Besitz von Sant’Adriano.

### Tod
Agostino Trivulzio starb am 30. März 1548, gegen 10 Uhr abends, im früheren Palast des Kardinals Fieschi im Parione in Rom. Er wurde in der Kirche Santa Maria del Popolo beigesetzt.
Da der Papst ihm keine Erlaubnis erteilt hatte, ein Testament niederzulegen, fiel sein Erbe an den Kirchenstaat.

## Werke
Nach langwierigen und ausführlichen Forschungen begann Agostino Trivulzio mit dem Schreiben einer Geschichte der Kardinäle und Päpste, doch verhinderte sein Tod die Fertigstellung des Werkes.